# The 40 Year Old Virgin
The 40 Year-Old Virgin is een Amerikaanse komediefilm uit 2005. Scenarioschrijver en producent Judd Apatow debuteerde met deze titel als filmregisseur. Verschillende acteurs uit de film, zoals Seth Rogen, Paul Rudd, Leslie Mann en Jonah Hill keerden in latere Apatowfilms terug.

## Verhaal
Andy is een vrijgezel die volgens zichzelf een zeer goed en gelukkig leven heeft, maar hij is nog maagd... Hij werkt in een multimediawinkel waar zijn collega's denken dat hij een seriemoordenaar is door zijn verlegen en overdreven beleefd gedrag, tot ze hem op een dag nodig hebben om 's nachts in de winkel een spelletje poker te spelen. Op een gegeven moment begint het gesprek over vrouwen en vertellen ze elk over hun avonturen, tot het aan Andy is, die een borst beschrijft als een zak zand.
Eerst denken ze dat hij homo is, maar uiteindelijk komen ze tot de conclusie dat hij nog maagd is en ze willen hem helpen een vrouw te versieren.
De volgende dag hoopt Andy dat ze het al vergeten zijn door de drank, maar zijn bazin en al het andere personeel weet het al, wat leidt tot enkele hilarische scènes.
Uiteindelijk komt Trish, die een zaak heeft recht tegenover de winkel, in de winkel kijken voor een dvd-speler. Zijn collega's sturen Andy erop af en hij weet haar telefoonnummer te krijgen.
Als hij een afspraakje weet te regelen met haar gaat het van kwaad naar erger als ze op bed liggen. Andy probeert alle condooms uit en probeert iets te begrijpen van de gebruiksaanwijzing, tot haar kinderen binnenstormen en de condoomverpakkingen zien liggen, dan is Andy's 'moment' voorbij.
Andy spaart ook enorm veel actiefiguren die nog nooit uit de doos zijn gehaald, waardoor ze zeer veel geld waard zijn. Aan het einde van de film trouwt Andy met Trish en kan hij een droombruiloft betalen door het verkopen van zijn actiefiguren.

## Rolverdeling
| Acteur           | Personage    |
| ---------------- | ------------ |
| Steve Carell     | Andy Stitzer |
| Catherine Keener | Trish        |
| Paul Rudd        | David        |
| Romany Malco     | Jay          |
| Seth Rogen       | Cal          |
| Elizabeth Banks  | Beth         |
| Leslie Mann      | Nicky        |
| Jane Lynch       | Paula        |
| Kat Dennings     | Marla        |
| Gerry Bednob     | Mooj         |
| Shelley Malil    | Haziz        |
| Jonah Hill       | eBay-klant   |
| Marika Dominczyk | Bernadette   |
| Mindy Kaling     | Amy          |

## Trivia
- De adviseur in het gezondheidscentrum wordt gespeeld door Nancy Carell, in realiteit Steve Carrells echtgenote.